# Hypsiboas cordobae
Hypsiboas cordobae là một ếch species thuộc họ Nhái bén. Đây là loài đặc hữu của Argentina.
Môi trường sống tự nhiên của chúng là rừng ôn đới, sông ngòi, sông có nước theo mùa, đầm nước, đầm nước ngọt, và đầm nước ngọt có nước theo mùa. Tình trạng bảo tồn của nó hiện chưa đủ thông tin.